# Ballymacdermot
Ballymacdermot (irisch Baile Mhic Dhiarmada; auch „The Fairy ring“ oder „The Cashla“ genannt) ist ein etwa 3000 v. Chr. errichtetes Court Tomb im Süden des County Armagh in Nordirland. Es liegt im „Ó Fiaich Country“ (benannt nach Kardinal Tomás Séamus Ó Fiaich) an den südöstlichen Hängen des Ballymacdermot Mountain, westlich der südlichen Vororte von Newry. Court Tombs gehören zu den megalithischen Kammergräbern (englisch chambered tombs) der Britischen Inseln. Sie werden mit etwa 400 Exemplaren nahezu ausschließlich in Ulster im Norden von Irland beziehungsweise in Nordirland gefunden.

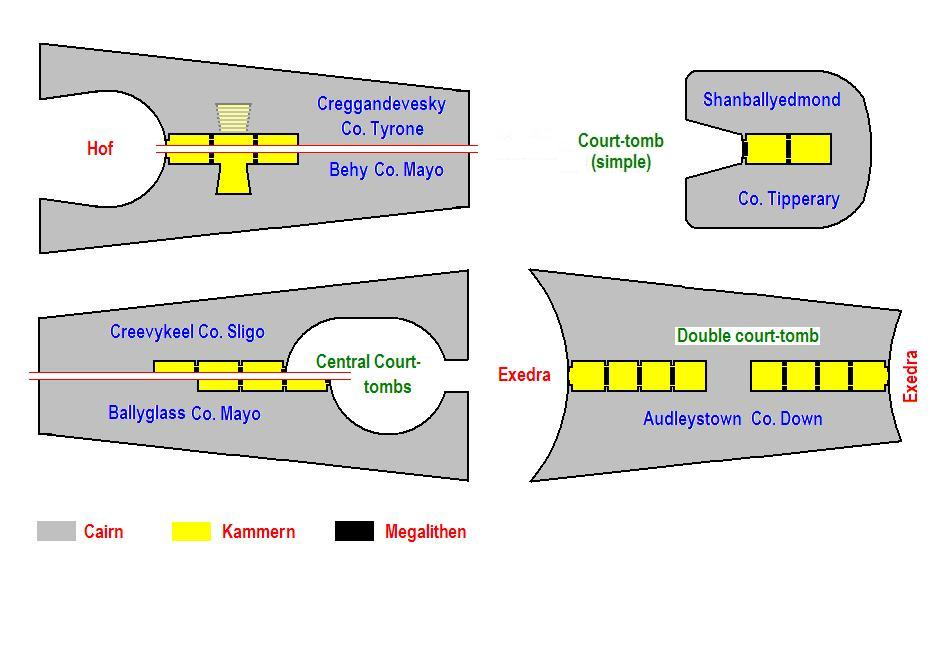
Der Grundriss der Anlage entspricht in etwa dem von Creggandevesky – links oben

Der ungewöhnlich große Hof (englisch court) von sieben Metern Breite und fünf Metern Tiefe wird von einem Steinkreissegment gebildet, das mehr als 180° beträgt, wobei die größten Steine im Gegensatz zu anderen Anlagen dieses Typs außen an den Spitzen liegen. Die sechs Meter lange Galerie im Zentrum besteht aus drei, durch seitliche Pfosten getrennten Kammern. Die abgetragene Deckenkonstruktion der Kammern bestand aus Kraggewölben. Einige der Kragsteine der Decke sind erhalten. Ein großer Teil des Steinhügels umgibt noch die Galerie.
Ballymacdermot wurde mehrfach untersucht, im 19. Jahrhundert von John Bell von Killevy Castle, der in einer der Kammern eine Urne mit Leichenbrand ausgrub. Bell beschrieb den Cairn 1816 im „Newry Magazine“. Während des Zweiten Weltkriegs wurden einige der Steine der Fassade zerschlagen. 1962 wurde der Hügel ausgegraben und restauriert, wobei nur Scherben von Töpferware, bearbeiteter Feuerstein und Bruchstücke kremierter Knochen gefunden wurden.
In der Nähe liegen die Megalithanlagen von Annaghmare, Ballykeel und Clontygora sowie die Kirchen von Killevy.